# 森敬明
森 敬明（もり ひろあき、1938年 - 2007年3月5日 ）は日本のアマチュア天文家、コメットハンター。
岐阜県関市で彗星捜索を続け、1975年10月5日に1時間14分差で2つの彗星を発見した。最初に見つかった彗星はうみへび座に10等級で出現。他に栃木県の佐藤安男や香川県の藤川繁久も発見したため、C/1975 T1 森・佐藤・藤川彗星と命名された。続いて見つかった彗星はおおぐま座に9等級で出現。他に愛知県の鈴木繁道や山梨県の三枝義一も発見したため、C/1975 T2 鈴木・三枝・森彗星と命名された。
アマチュア天文家が1夜に2個の彗星を発見したのは、森敬明さんただ1人だけである。
1976年に日本天文学会天体発見功労賞受賞。
教鞭を執った岐阜県の高等学校では天文部顧問を務め、46cm反射望遠鏡を用いて実習を指導した。
1984年11月13日には、31cm反射望遠鏡を用いて12等級のC/1984 V1 レビー・ルデンコ彗星を発見。
1992年4月2日には、ニコン12cm20倍双眼鏡を用いて9等級のC/1992 F1 田中・マックホルツ彗星を発見。
それぞれ独立発見したが、報告が遅く命名には至らなかった。
| C/1975 T1 森・佐藤・藤川彗星     | 1975年10月5日  |     |
| C/1975 T2 鈴木・三枝・森彗星     | 1975年10月5日  |     |
| C/1984 V1 レビー・ルデンコ彗星   | 1984年11月13日 | [1] |
| C/1992 F1 田中・マックホルツ彗星 | 1992年4月2日   | [1] |
| - [1] 報告が遅れたため非命名     |                |     |

## 著書
- 私の新彗星発見記: P.43~58、誠文堂新光社(1979年12月)
- UFOの謎 : 五個の彗星を発見したアマチュア天文愛好家が書いた(1993年9月)